# Фатма-султанија (ћерка Бајазита II)
Фатма-султанија (тур. Fatma Sultan) је била ћерка Бајазита II и Нигар-хатун, рођена сестра принца Коркута и султаније Ајше.

## Рођење и први брак
Била је позната као и Софу султанија. Рођена је 1467. године, као млађа ћерка шехзаде Бајазита и Нигар-хатун. 
Фатма се први пут удала за Мирза Мехмед-пашу 1482. године. Мирза Мехмед-паша је био син Кизил Ахмед-бега, из угледне породице. Брак се завршио разводом око 1487. године. Из брака је рођен син:
- Султанзаде Мехмед-бег (1584—1514) - ожењен 1509. године султанијом Хатиџе, ћерком Фатминог полубрата Принца Селима. Након брака, Мехмед-бег је постао намесник Баликесира, где је и пар живео. Након што је 1514. године Мехмет погинуо у бици код Чалдирана, Хатиџе је остала удовица[1].

## Други брак
Следећи брак је склопила 1489. године са Мустафа-пашом, сином Коџа Давут-паше.  
Фатмин нови муж, Мустафа-паша, био је веома 'кокетан' и волео је дечаке, и имао је сексуалне односе са младићима. Султанија је годинама трпела и затварала очи на ове поступке свог мужа. Када је Мустафа-паша постављен у анталијски санџакбег, настанили су се у Анталији. Паша је још више увећао ово изопачено понашање овде. Султанија је дуго трпела ове поступке свог супруга. Али када су се гласине прошириле с краја на крај, Фатма је о овим срамним догађајима писала у писму свом оцу Бајазиту. Према ономе што је султанија навела у свом писму, то што је султанова кћерка не спречава је да трпи страшна понижења. Брак је након овог признања султаније Фатме оцу - разрешен, и Фатма се развела од мужа.

## Трећи брак
Наредни брак склапа 1501. године са Гузелче Хасан-бегом, са којим је имала троје деце:
- ћерка - удата за Ахмед-бега, који је био син султаније Фатме, ћерке њене сестре Ајше.
- Хаџи Ахмед-бег (? - октобар 1588), повереник и саветник Селима II и Мурата III.
- Мехмет-челеби (1505 - ?), мајка га је оженила 1521. године ћерком принца Алемшаха, Ајше-султанијом.

## Четврти брак, остатак живота и смрт
Фатма је била јако блиска са својим братом Коркутом. Често је у Коркутово име причала пред оцем и молила га за њега. Након погубљења принца Коркута априла 1513. године, познато је да је Фатма јако патила и да је проводила своје дане тугујући у Бурси, где је и принц Коркут покопан. Следеће 1514. године, погинуо је њен син из првог брака. 
Неси историчари сматрају да је последњи брак имала са неким Ахмед-пашом, за ког ју је удао султан Селим. У писму из 1516. године које је послао султанијин супруг султану Селиму, наводи се да Фатма-султанија већ три године пати од хемороида и да не може да издржи болове, и тражио је лекаре из Топкапи-палате. 
Када је умрла 1517. године, сахрањена је у Атик Али-пашиној џамији.